# Svjetsko prvenstvo u košarci – Čile 1959.
Svjetsko prvenstvo u košarci 1959. održano je u Čileu 1959. godine.
Za reprezentaciju Jugoslavije nastupili su ovi hrvatski igrači: Nemanja Đurić, Branko Radović i Željko Troskot.[je li i Branko Müller]